# 韋爾赫尼夫
50°45′52″N 24°9′36″E / 50.76444°N 24.16000°E
韋爾赫尼夫（烏克蘭語：Верхнів），是烏克蘭的村落，位於該國西部沃倫州，由沃洛德米爾區負責管轄，始建於1570年，面積1.14平方公里，海拔高度215米，2001年人口326，人口密度每平方公里287.22人。